# Šošoni ovcojedi
Sheep Eater Shoshoni (Mountain Snakes, Sheepeaters, Tukuarika, Tukudika; Ovcojedi), jedno od plemena šošonskih Indijanaca duž rijeke Salmon River u Idahu od ranih istraživača i trapera nazivani "Sheepeaters" ili "Ovcojedi". Ovaj naziv dobili su zbog toga što su uveliko ovisili o lovu na dugorogu planinsku ovcu. Sami sebe oni su nazivali Tukudika ili "meat-eaters," a poznati su i kao "Toyaino," ili "mountain dwellers." 115.-godišnja Sheepeater-ka "The Woman Under the Ground", u svom intervjuu W. A. Allenu (objavljenom 1913. vidi više  Arhivirana inačica izvorne stranice od 8. veljače 2008. (Wayback Machine)), opisuje svoj narod kao  'one koji uvijek žive među oblacima' ...  'i nikad ne silazi u dolinu.... (Tu su se prema njenim riječima) hranili mesom planinskih ovaca i koza' . 
U planinsko područje po svoj su ih prilici prognali veoma ratoborni Blackfeet Indijanci. Svoju odjeću i obuću izrađivali su od koža životinja koje su lovili. Živjeli su u pećinama ili cedrovim teepijima na kojima bi rupe začepili borovm smolom. Vatrenog oružja nisu imali nego su se služili lukom i strijelom, te sjekirama i noževima s opsidijanovim sječivima. Živjeli su miroljubivo sve do 1879. kad su ubili petoricu kineskih rudara na Loon Creeku, čime je započeo  Sheepeater War'  koji je završio zarobljavanjem 51.-dnog pripadnika plemena koji su sprovedeni na rezervat Lemhi u Idahu, a 1907. na Fort Hall među Bannock Indijance. Godine 1904. bilo ih je 90, a kasnije ih posebno ne popisuju.

## Vanjske poveznice
- David Dominick, The Sheepeaters  Arhivirana inačica izvorne stranice od 11. studenoga 2013. (Wayback Machine)
- Sawtooth National Recreation Area - History  Arhivirana inačica izvorne stranice od 27. svibnja 2008. (Wayback Machine)
- Tukudika  Arhivirana inačica izvorne stranice od 8. veljače 2008. (Wayback Machine)